# ۱۸ هدیه
۱۸ هدیه (به ایتالیایی: 18 regal) یک فیلم درام ایتالیایی محصول سال ۲۰۲۰ به نویسندگی و کارگردانی فرانچسکو آماتو با بازی ویتوریا پوچینی، بندتا پورکارولی و ادواردو لئو در نقش‌های اصلی است. داستان فیلم بر اساس یک زن ایتالیایی به نام الیزا ژیروتو است که قبل از مرگ‌اش برای دخترش آنا در سپتامبر ۲۰۱۷ به دلیل ابتلا به سرطان پستان، ۱۷ سال هدیه تولد را برنامه‌ریزی کرده بود. ژیروتو در زمانی که دخترش را در اوت ۲۰۱۶ در سن ۴۰ سالگی به دنیا آورد، به سرطان مبتلا شده بود. این فیلم در ۲ ژانویه ۲۰۲۰ منتشر شد و نقدهای مثبتی را برای فیلمنامه احساسی خود دریافت کرد. همچنین در ۸ مه ۲۰۲۰، مصادف با روز مادر در ایالات متحده بود، از شبکه نتفلیکس پخش شد.

## داستان
الیزا فقط چهل سال دارد. وقتی بیماری غیرقابل تحمل او را از همسر و دخترشان می‌گیرد. قبل از اینکه قلبش متوقف شود، الیزا راهی برای ماندن در کنار او پیدا می‌کند و…

## پخش در ایران
این فیلم ایتالیایی در روز جمعه ۱۷ تیر ماه ۱۴۰۱ ساعت ۱۳:۳۰ دقیقه با عنوان اصلی خودش و زمان ۸۰ دقیقه از شبکه پنج منتشر شد.